# Vanløse
 Ikke at forveksle med Kvanløse.
Vanløse er en administrativ bydel i København med 40.353 (2016) indbyggere. Bydelens areal er på 6,69 km2 og dermed er befolkningstætheden på 5.548 indbyggere pr. km2 og er således arealmæssigt kommunens næstmindste. Vanløse ligger mod vest i Københavns Kommune og rummer ca. syv procent af kommunens 667.099 indbyggere  (2025).

## Etymologi, bydelsvåben og byhorn
Stednavnet Vanløse har været stavet Hwanløsa, Wanløse, Wandløse, Vanneløsse og Vandløse. I et pavebrev til biskop Absalon fra 1186 står der Huanloese. 
Navnet er sat sammen af "van" og "-løse", hvor "van" har været tolket som planten kvan, som på oldnordisk hed hvonn.  Af denne grund består Vanløses bydelsvåben af Københavns våben med en blå kanton, hvori ses en hvid kvan-blomst. Men kvan med sine spiselige stængler er underarten Archangelica norvegica, der - som navnet antyder - vokser i Norge, men ikke findes i den danske flora. Der er heller ikke i dansk mindelser om dette ord brugt om andre planter, før det omkring 1700 indlånes i den norske form med kv- i stedet for det oprindelige hv-. 
Hwatn var det gamle navn for Harrestrup Å. Hwatn er afledet af gammeldansk hwata (= skarp) og oldislandsk hvatr (= hurtig, rask, snar). Et tilsvarende navn har tidligere været båret af Spang Å i Elbodalen.  For begge åer kan tolkningen passe med "den hurtigtløbende". 
"-løse" er gammeldansk løsa eller urnordisk lausion med betydningen "lysning, åben plads, slette, eng", ligesom angelsaksisk læs, der netop betød "eng",  og genkendes i nyere engelsk lea (= eng).  "-løse" er blandt de ældste stednavne i Danmark, da mange må dateres til de første århundreder e.Kr. Da der ikke er danske navne af denne type i Danelagen i England, må endelsen være gået af brug inden vikingetiden.  "Vanløse" kan godt tolkes som "Harrestrup Å's eng".
Vanløse har også et byhorn, et konkyliehorn fra 1778 med oprindelse på de Vestindiske Øer. Vanløses byhorn opbevares i Vanløse bydelshistoriske Arkiv.

## Historie
Vanløse nævnes i et brev fra pave Urban 3. til biskop Absalon som Huanlose i 1186.
Vanløse blev i 1901, sammen med Valby og Brønshøj med 1.086 indbyggere en del af Københavns Kommune.
Fra 1923 til 1962 lå Vanløse biografteater på den vestlige side af Jernbane Allé. Den lå i nr. 29, hvor der i dag er frikirke. Fra 1962 til 2018 lå Vanløse Bio på den østlige side af Jernbane Allé i nr. 38 og 42, med en større ombygning i 2002.

## Geografi
Brønshøj og Husum danner i dag den nordlige grænse. Ellers er det først og fremmest Frederiksberg mod øst og Rødovre i vestlig retning, som Vanløse grænser op til.
Damhussøen og Damhusengen danner en naturlig skillelinje mellem Vanløse og Rødovre. Samme Damhussø passerer man i sydgående retning, hvor naboen Valby holder til. Mod Sydvest danner Grøndalsparken en naturlig grænse mod Frederiksberg.

## S-togs- og Metro-stationer i Vanløse
Metroen i Vanløse blev indviet den 12. oktober 2003. Vanløse er endestation for de to tværgående københavnske metrolinjer, som gennem centrum kører til hhv. Lufthavnen Station og Vestamager Station. Med en hyppighed på op til hvert 2. minut kører linjerne M1 og M2 i fast rutefart til Vestamager og Lufthavnen. Begge linjer kører til Kgs. Nytorv på ca. 11 minutter. Turen direkte fra Vanløse til Lufthavnen tager i alt ca. 26 minutter. Metroen kører i døgndrift.
Der er en række S-togs- og Metro-stationer: Vanløse Station, Jyllingevej Station, Islev Station, Flintholm Station, Grøndal Station og Fuglebakken. De tre sidste ligger på grænsen til Frederiksberg.

## Vanløse i dag
Det er specielt området på Jernbane Allé ved Metroen, der, med Vanløse Torv (2004), Vanløse Kulturhus og Bibliotek (2005), nye butikker og et par restaurationer, antager en vis urbanitet. Andre butiksområder findes også, f.eks. på Ålekistevej. I efteråret 2017 åbnede et stort indkøbscenter nord for metrostationen, Kronen Vanløse.

## Det grønne Vanløse
Sit grønne islæt finder Vanløse særligt rundt omkring Damhusengen/Damhussøen og i Grøndalsparken. Området ved Damhusengen/Damhussøen blev dog mindre grønt på Vanløse-siden i 2009-2010, da Københavns Kommune ifølge Danmarks Naturfredningsforening "gik over gevind" og besluttede at fælde adskillige hundrede af de prægtige træer. 

## Kendte personer bosat i Vanløse
En af det 19. århundredes store franske malere, Eugène Henri Paul Gauguin (1848-1903), der med sin postimpressionisme var med til at bane vejen for ekspressionismen, boede under et af sine korte ophold i Danmark på Bogholdergården. 
Fra 1934 til sin død i 1993 boede kunstneren Henry Heerup på Rødtjørnevej 7 i Vanløse.  
Mellem 1980 og 1983 boede rockmusikeren Van Morrison i Vanløse sammen med sin danske kæreste. Albummet Beautiful Vision fra 1982 indeholder bl.a. sangen Vanlose Stairway, der handler om at sidde på trapperne op til Vanløse Station. 
I årtier havde Suzanne Brøgger sin etværelses penthouselejlighed med udsigt over hele København på skrænten af Vanløsehøj på Slotsherrensvej.[kilde mangler]
Tidligere skatteminister Thor Möger Pedersen, der danner par med Nanna Westerby, formand for Folketingets Boligudvalg. Københavns børne- og ungdomsborgmester Pia Allerslev.
Den tidligere Gasolin trommeslager Søren Berlev, skuespillerne David Owe og Marie Askehave, entertainer Amin Jensen, livsstilsekspert Christine Feldthaus, musikproducer Chief 1, Reality-tv stjernen Sidney Lee samt rapper og musikproducer Lars Ankerstjerne.
I nyere tid har der også boet en del andre kendte såsom, Andreas Cornelius, fodboldspiller hos FC København, Børne og unge minister Mai Mercado og transport-, bygnings- og boligminister Ole Birk Olesen.